# ウロミューン
ウロミューン（英：Uromune、開発記号 MV-140）とは多価細菌ワクチンであり、反復性尿路感染の予防薬として使用される。

## 解説
臨床試験において尿路感染の発症率が約70%減少、尿路感染発症件数25〜57%減少、次回感染までの期間を48〜275日間に延長する効果が報告されている。また、投与終了後9か月間も尿路感染の症状軽減、抗生物質投与量軽減、QOL改良といった効果も報告されている。ワクチンの効果は時間の経過とともに弱まるため、追加投与が必要になる場合もあると考える。投与期間は3か月間1日1回で投与経路は舌下スプレーである。
副作用はまれであり、軽微で治療を必要としない事が多いと考えられる。ウロミューンは、大腸菌、肺炎桿菌、エンテロコッカス・フェカリス、尋常性プロテウスを含む、再発性尿路感染症の原因として知られる 4つの主要な細菌の不活化混合ワクチンである。尿路感染の原因となる細菌に対する適応免疫および訓練免疫を高める効果を有すると考えられる。
初めて臨床投与が可能になったのは 2010年で、初めて文献に記載されたの2012年である。スペインのInmunotek S.L. によって開発・販売されている。投与が承認している国はメキシコとドミニカ共和国で、現在カナダでは承認待ちとなっている。ヨーロッパの多くの国をはじめ、オーストラリア、ニュージーランド、チリなどでも使用に向けて開発が進んでいる。それらの国に特別アクセスプログラムを通じて投与可能な場合もある。米国での開発と承認には他国よりも時間がかかると予想される。ウロミューンは、成人における合併症伴わない反復性尿路感染症の予防以外の用途についても研究が継続中である。また、効果低下後の投与再開についても調査中である。

## 適応

### 反復性尿路感染症
ウロミューンは成人において合併症を伴わない反復性尿路感染症の予防に使用される。 反復性尿路感染症の定義とは、12か月間に3回以上もしくは6か月に2回以上発症する疾患を指す。こういった反復性尿路感染症に対しては非常に有効であると報告されている。ウロミューンの主成分は、V121 大腸菌 (25%)、V113 肺炎桿菌 (25%)、V125 エンテロコッカス フェカリス (25%)、V127 プロテウス ブルガリス (25%)の混合全細胞熱殺菌細菌の懸濁液である。懸濁液はグリセロール、塩化ナトリウム、人工パイナップル香料、水分で構成する。  主成分の4菌種がほとんどの尿路感染症の原因菌として知られている。特に、反復性尿路感染症の52～80%は大腸菌が単独原因と考えられている。ウロミューンは原因となる細菌に対する免疫力を高めると考えられている。自己投与型であり投与経路は舌下スプレーであり、1回の投与とは 100μLを噴射2発（合計200μL）である。
2021 年と 2022 年に発表されたヨーロッパの第3相臨床試験では、240人の女性を対象とした 3〜6か月間投与期間で、尿路感染発症数を調べた結果、投与群では 平均0.0例 (IQR 0.0〜1.0)、プラセボ群では平均 3.0例 (IQR 0.5〜6.0)の発症例を認めた結果が報告された。同研究各群の尿路感染症例数は、プラセボ群では249例、3ヶ月投与群では80例（プラセボと比較して-68％）、6ヶ月投与群では70件（プラセボと比較して-72％）だった。 9か月間の未感染率は、3か月投与群では55.7%、6か月投与群では58.0%、プラセボ群では25.0%だった。したがって、投与群の感染症発生率が約半減したとも言える。(未感染率が約2.3 倍増加)。投与群（3ヶ月、6ヶ月双方）の治療後最初の尿路感染症発症までの期間の平均日数は 275.0日であったのに対し、プラセボ群では 48.0日だった。試験の部分分析では、ウロミューンは尿路感染症の症状を緩和させ、抗生物質の投与日数が減り、QOLの改善にも貢献したと考えられる。
2020年の系統的レビューが行われ、米国もしくは英国で実施したウロミューンに関連する臨床研究を3件特定した：前向きコーホート研究1件、後ろ向きコーホート研究1件、後ろ向き観察研究1件。短期的効果について（投与開始から6ヶ月以内）ウロミューンの未感染率は63.5～81％だったのに対して、通常の抗生物質投与の未感染率は3〜5.6％だった。長期的効果について（6ヶ月以上）未感染率は 56.6%〜90.3%だった。もっとも長い未感染症例では15ヵ月だった。ワクチン治療開始してから、ほとんどの患者においては12〜15ヶ月に再感染した。再感染の平均発症日については、ウロミューンは180日目で、抗生物質は19日目だった。1,400人の女性患者を含める2023年に行われた5件の観察研究のレビューで、ウロミューンの6ヶ月未感染率の方が（35〜58%）で、観察研究2件では抗生物質による感染予防治療（0%）との比較でウロミューンの未感染率が高いと示唆された。また、非対照前向き観察研究3件においても、ウロミューンの未感染率が9〜24か月で、33〜78%だった。同様に、1408人の女性を含めた観察研究5件では、2020年に行った他の系統的レビューでは、519人の女性に35〜90％の未感染率に対して、抗生物質投与群（n=499）の15ヶ月未感染率が0〜9%を報告した。
カナダ保健省承認の北米初の観察研究の予備分析の結果が過去の研究と同様だった。この9ヶ月の研究では25人の患者についてワクチン投与開始から感染率が82％減った。また、平均月間感染回数が11.5回から2.1回に減り、未感染率が48％だった（12/25人）。12ヶ月時点では80％の患者が（20/25人）症状について「ある程度改善した」もしくは「かなり改善した」と自己評価した。上記の調査結果はコロナ禍前の研究のもので、コロナ禍後に女性64人を含めフォローアップ研究結果を発表している。その拡大群における結果は、ワクチン投与前には年間平均感染回数が6.8回だった。投与開始後9ヶ月間の未感染率が40.6%で、投与前の1年間感染率と比較し75.3%減ったことがわかった。 投与開始後12ヶ月のフォローアップ時点には80.3% の患者が「ある程度改善した」もしくは「かなり改善した」と自己評価した。58.1%がQOLの自己評価について「概ね良好」と評価した。研究の最後までにQOL指数が1.5点上昇した。
ウロミューン治療終了してから感染率が時間とともに上昇していく傾向が見られ、ワクチンの効果が徐々に薄れていくことが示唆される。2022年に、1,003人の患者を含めた長期間前向き観察研究で、投与開始後3ヶ月目に発症回数が0〜2回まで減り（発症率 -95.5％）、6ヶ月目には -86.8%、12ヶ月目には -54.7%と効果が弱くなって行くデータを認めた。この結果に踏まえて再投与の必要性が示唆され更に研究すべきである。しかし、2024年に発行した世界初の長期後ろ向き研究で、投与開始してから5〜9年後も54%の患者は未感染だった結果を認めた（全患者数n=89、3ヶ月投与1回n=54、3ヶ月投与2回n=35）。
2023年現在までに1件の第3相RCTを含め、ウロミューンの臨床治験は8件以上報告されている。これらの調査は2,200人の患者を対象としている。例外的使用で投与した患者数は22,000人ほどであり、2023年現在までに4万人の患者がウロミューンワクチンを投与してきた。

## 副作用
副作用は稀かつ軽微とされる。ウロミューンと抗生物質との比較研究2件では、ウロミューンによる有害事象を認めなかった。英国で行った前向き研究では、重篤有害事象（アレルギー反応）が1例、軽度有害事象7例が（後鼻漏、口内痛、痒み、腹部痛、吐き気、喘息の悪化など）報告された。166人と784人の研究2件では、その他の軽度有害事象が報告された：口渇（n=8）、胃炎（n=4）、倦怠感（n=3）、舌炎（n=2）、治療に関連しないと考えられる関節炎の悪化（n=1）。北米の臨床治験では、25人中、軽度有害事象が5例、重篤有害事象1例報告された。ワクチンに関連しえると考えられる例は軽度で1例のみだった。 患者22,000人が合計1,500,000服を投与した中、提出された安全性報告書には有害事象報告は15件のみだった。
第3相ランダム化比較試験の有害事象例数は、3ヶ月投与群76例、6ヶ月投与群48例、プラセボ群81例。最も頻出した事象は（5％以上の事象を占めた）胸部感染、カンジダ症、膣炎だった。7例の重篤有害事象は（5人に発症）ウロミューンと関連すると考えられる。報告された205件の事象のうち、5人（2.2％）に現れた9件（4.4％）はウロミューン投与に関連していると考えられた。プラセボ群2人 (2.6%)、3ヶ月ウロミューン投与群3人 (3.9%)、6ヶ月ウロミューン投与群0人 (0.0%) が含まれていた。この結果に踏まえてウロミューンは非常に安全であると考えられる。
2020年発行の系統的レビューでウロミューンは副作用が軽微で、安全であると記載された。

## 薬理作用
ウロミューンの作用機序は、抗体産生の誘導とヒト樹状細胞の活性化によりヘルパー T (Th) 1、Th17、インターロイキン 10が生成され、二次リンパ器官および膀胱において抗炎症性T細胞反応を引き起こす働きだと考えられている。。ウロミューン投与期間終了後も尿路感染の予防効果が得られるのは、ウロミューンによる適応免疫が原因だと考えられるが、訓練免疫も関与している可能性がある。ウロミューンは舌下スプレーによって投与する。この経路は、消化器を通らないため、経口投与と異なり胃酸などによる成分分解が起こらないと知られている。また、未検証ではあるが舌下スプレー投与は尿生殖器などに粘膜免疫反応を起こす能力を有すると考えられる。 よって、尿生殖器をはじめ全身的に免疫反応が起きるとわかった。

## 開発の経緯
ウロミューンがはじめて文献に記載されたのは2012年だった。 はじめて臨床で人体に使用したのは2010年だった。スペインのマドリード市で、製薬会社のImmunotek S.L.に開発販売されている。メキシコとドミニカ共和国で臨床使用認可を受けている 2023年現在、カナダでは仮の認可を受けている。。26か国で例外的使用（コンパッショネイト使用）も認められる。 開発中の国もしくは例外的使用を認めている国は以下の通り：オーストラリア、ベルギー、カナダ、チリ、チェコ共和国、デンマーク、フィンランド、フランス、ドイツ、ルクセンブルグ、オランダ、ニュージーランド、ノルウェー、ポルトガル、ルーマニア、セルビア、スロバキア、スロベニア、スウェーデン、トルコ、英国、他。 米国については臨床治験の制度が厳しく、例外的使用も未承認である。米国で認可を受けるには、国内でのランダム化比較試験がFDAに求められる可能性もある。カナダではRed Leaf Medical社に開発販売権を与えている。

## 今後の研究
長期滞在型老人ホームの患者、小児の反復性尿路感染症患者、合併症を伴う反復性尿路感染症患者に（長期カテーテル挿入患者や過敏膀胱患者など）特化したウロミューンも開発中である。今後の研究課題として、感染予防能力が薄れた場合の反復投与の追加研究や他のワクチンとの併用などが取り上げられている。反復性尿路感染症に適応するワクチンは他にも開発されている。例えば、 OM-89/UroVaxom (経口錠剤)、Solco-Urovac (膣座薬・筋肉注射)、ExPEC4 V (筋肉注射)。

## 関連記事
- UTI vaccine (英)

## 引用
1. 1 2 3 4 5 6 7 8  “MV 140”. Adis Insight.   Springer Nature Switzerland AG. 2024年2月15日閲覧。
2. 1 2 3 4 5 6 7 8 9 10 11 12 13 14 15 16 17 18 19 20 21 22 23 24 25 26 27 28 29 30 31 32 33 34 35 36 37 38 39 40 41 42 43  “An Effective Sublingual Vaccine, MV140, Safely Reduces Risk of Recurrent Urinary Tract Infection in Women”. Pathogens 12 (3):  359. (February 2023). doi:10.3390/pathogens12030359. PMC 10052183. PMID 36986281.
3. 1 2 3 4 5 6 7 8 9 10 11 12 13  “Could sublingual vaccination be a viable option for the prevention of recurrent urinary tract infection in Canada? A systematic review of the current literature and plans for the future”. Can Urol Assoc J 14 (8):  281–287. (August 2020). doi:10.5489/cuaj.6690. PMC 7402698. PMID 33626320.
4. 1 2 3 4  “Sublingual MV140 for Prevention of Recurrent Urinary Tract Infections”. NEJM Evid 1 (4):  EVIDoa2100018. (April 2022). doi:10.1056/EVIDoa2100018. PMID 38319200.
5. 1 2 3 4 5 6 7 8 9 10 11 12 13 14  “Role of Vaccines for Recurrent Urinary Tract Infections: A Systematic Review”. Eur Urol Focus 6 (3):  593–604. (May 2020). doi:10.1016/j.euf.2019.11.002. PMID 31806578.
6. 1 2 3 4 5 6 7 8  Hart, Janelle (September 16, 2021). Novel vaccine MV140 effective at treating recurrent UTIs. 49.
7. 1 2 3  “A Focus on Long-Term Follow-Up of Immunoprophylaxis to Recurrent Urinary Tract Infections: 10 Years of Experience with MV140 Vaccine in a Cohort of 1003 Patients Support High Efficacy and Safety”. Arch Esp Urol 75 (9):  753–757. (November 2022). doi:10.56434/j.arch.esp.urol.20227509.110. PMID 36472057.
8. 1 2  “MV140, a sublingual polyvalent bacterial preparation to treat recurrent urinary tract infections, licenses human dendritic cells for generating Th1, Th17, and IL-10 responses via Syk and MyD88”. Mucosal Immunol 10 (4):  924–935. (July 2017). doi:10.1038/mi.2016.112. PMID 27966556.
9. 1 2 3 4  “Evaluation of a therapeutic vaccine for the prevention of recurrent urinary tract infections versus prophylactic treatment with antibiotics”. Int Urogynecol J 24 (1):  127–34. (January 2013). doi:10.1007/s00192-012-1853-5. PMC 3536982. PMID 22806485.
10. 1 2 3  “Vaccine development for bacterial pathogens: Advances, challenges and prospects”. Trop Med Int Health 28 (4):  275–299. (April 2023). doi:10.1111/tmi.13865. PMID 36861882. "Uromune, developed by Inmunotek, a Spanish-based pharmaceutical company, is also currently in phase III clinical trial. This vaccine, Uromune, administered as a spray, has proven to be highly effective against chronic or recurrent UTIs. It contains inactivated E. coli, Proteus vulgaris, K. pneumoniae and Enterococcus faecalis (https://Clinicaltrials.gov)."
11. 1 2 3 4 5 6 7 8 9  “Sublingual Vaccine Shows Efficacy in Preventing Recurrent UTIs, Helping to Eliminate Need for Antibiotics” (2023年5月25日). 2024年2月15日閲覧。
12. 1 2 3 4  Nickel, J. Curtis; Lorenzo-Gómez, María Fernanda; Foley, Stephen; Saz-Leal, Paula (2021). “PLLBA-02 A novel sublingual vaccine will dramatically alter the clinical management of recurrent urinary tract infections in women”. Journal of Urology 206 (Supplement 3). doi:10.1097/JU.0000000000002150.02. ISSN 0022-5347.
13. ↑  “Catheter-Associated Urinary Tract Infections: Current Challenges and Future Prospects”. Res Rep Urol 14:  109–133. (2022). doi:10.2147/RRU.S273663. PMC 8992741. PMID 35402319. "MV-140 (Uromune, Syner-Med Ltd UK; Immunotek S.L. Spain), a sublingual spray, has been evaluated for safety and efficacy.128 The MV-140 vaccine is composed of inactivated cell lysates of common uropathogens. Specifically, it contains lysates of E. coli, Klebsiella pneumonia, Proteus vulgaris, and Enterococcus faecalis. In a prospective study that included 77 women with recurrent UTI (each had 3 or more UTI episodes in the preceding 12 months), the vaccine was administered for 3 months, and 78% of the population was UTI-free over the 12-month follow-up period.128 In this study, one patient experienced rash and thus had to stop treatment. The first phase III, randomized, placebo-controlled, double-blind clinical trial was recently reported.129 The trial included 240 women with recurrent UTI, randomized to either MV140 (for 3 or 6 months) or placebo. The median number of UTIs in the 9 months post-vaccination was 3.0 in the placebo compared to 0.0 in the MV-140 treatment groups. There was a greater UTI-free rate in the MV-140 groups. Five subjects reported adverse reactions, all of which were non-serious (3 in the treatment groups, 2 in the placebo group). While these remarkable findings open new prevention avenues for this patient cohort, whether or not they are generalizable to a population with indwelling urethral catheters remains to be determined."
14. 1 2 3  “MV140 sublingual vaccine reduces recurrent urinary tract infection in women Results from the first North American clinical experience study”. Can Urol Assoc J 18 (2):  25–31. (February 2024). doi:10.5489/cuaj.8455. PMC 10841562. PMID 37931282.
15. 1 2  “MV140 sublingual vaccine proves promising in fighting recurrent urinary tract infections in women”. Can Urol Assoc J 18 (2):  32. (February 2024). doi:10.5489/cuaj.8716. PMC 10841568. PMID 38315548.
16. 1 2 3  "Vaccine for recurrent UTIs reduces infection rate by 74.8%", www.healio.com
17. ↑  Kanabar, S.; Foley, S.; Yang, B. (2024). “Assessing the long-term efficacy and safety of MV140 sublingual bacterial vaccine in the initial cohort: A 9-year study in the UK for treating recurrent urinary tract infections in men and women”. European Urology 85 (Suppl 1):  S1037–S1037. doi:10.1016/S0302-2838(24)00833-9.
18. ↑  “Evaluation of MV140 in preventing recurrent urinary tract infections: a multicentre double-blind randomized controlled trial protocol”. BJU Int. (December 2023). doi:10.1111/bju.16247. PMID 38060333.
19. ↑  “A Combination of Polybacterial MV140 and Candida albicans V132 as a Potential Novel Trained Immunity-Based Vaccine for Genitourinary Tract Infections”. Front Immunol 11:  612269. (2020). doi:10.3389/fimmu.2020.612269. PMC 7858650. PMID 33552074.
20. ↑  “Candida albicans V132 induces trained immunity and enhances the responses triggered by the polybacterial vaccine MV140 for genitourinary tract infections”. Front Immunol 13:  1066383. (2022). doi:10.3389/fimmu.2022.1066383. PMC 9729253. PMID 36505433.